# Super Dope
Super Dope è un mixtape del rapper statunitense Soulja Boy, pubblicato il 20 aprile 2014. 

## Tracce
1. Fire – 4.07
2. Triple Beam – 3.18
3. Time Is Money (feat. Rich The Kid) – 3.35
4. Hot Now – 3.51
5. Official – 3.41
6. Coming In – 7.40
7. Extraterrestrial – 5.25
8. Harder – 12.16
9. Fuck That Flo (feat. Busta Rhymes) – 2.18
10. Pay Attention – 4.20
11. Ditto – 3.55
12. Word Around Town – 4.07